# البطولات الوطنية الأمريكية 1912 (كرة مضرب)
قائمة بالأبطال في 1912 البطولات الوطنية الأمريكية لكرة المضرب (المعروفة الآن باسم أمريكا المفتوحة):

## الكبار

### فردي رجال
ماورايس ماكلوجلين هزم  والاس ف. جونسون 3-6 2-6 6-2 6-4 6-2

### فردي سيدات
ماري براوني هزم  إيلينورا سيرز 6-4, 6-2